# التعليم في الصومال

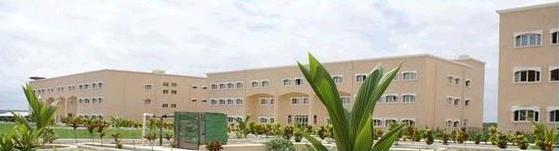
الحرم الجديد لجامعة مقديشو.

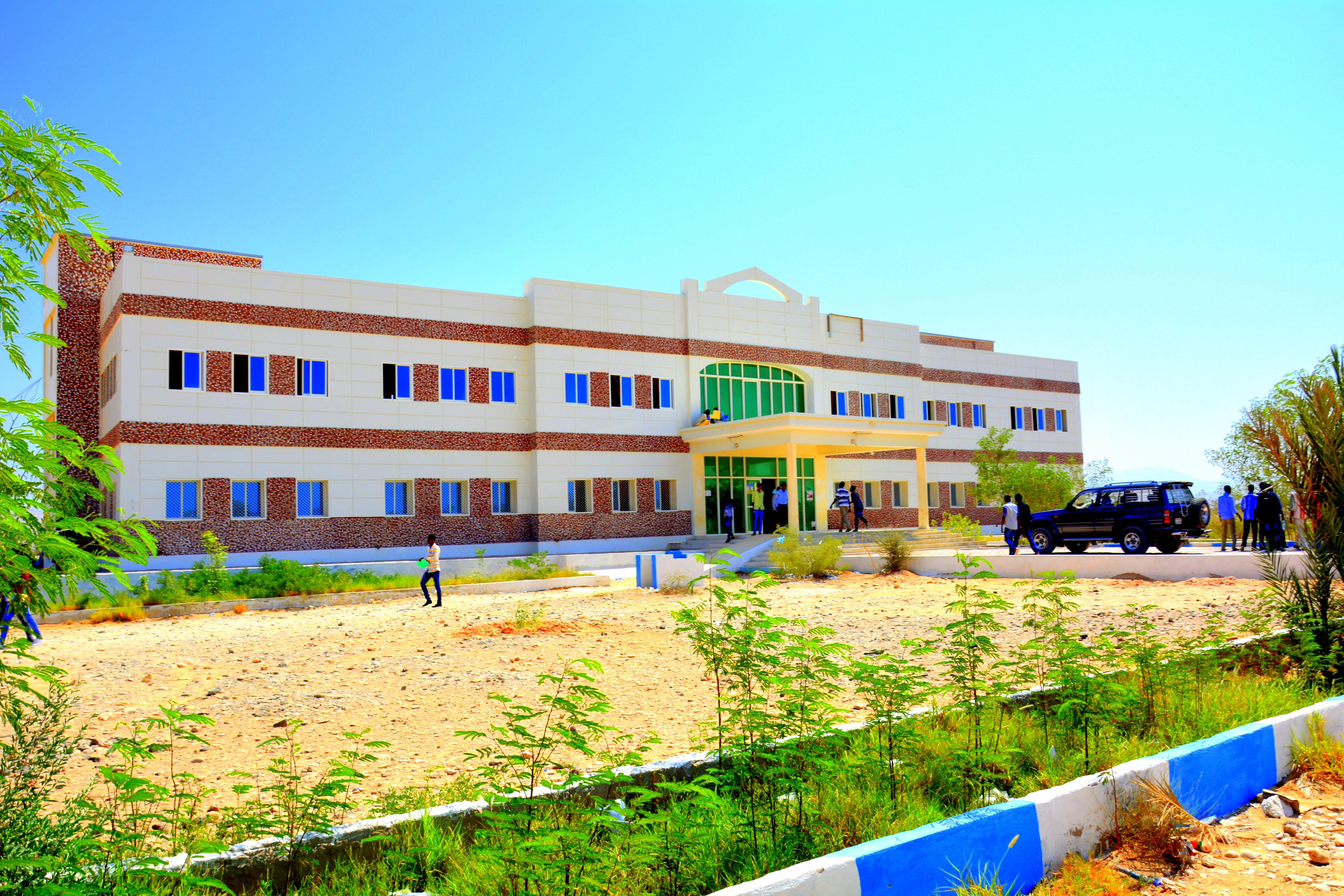
جامعة شرق إفريقيا في بوصاصو شمال شرق الصومال

وزارة التعليم الصومالية هي الجهة الرسمية الوحيدة في الصومال المنوطة بتنظيم الحركة التعليمية بالبلاد، وتستفيد الوزارة بنسبة 15% من إجمالي نفقات الميزانية الحكومية والتي يختص بها قطاع التعليم. وأصبح الاهتمام بالتعليم من الأولويات الحكومية سواء في الصومال أو الدول الشمالية المستقلة عنها، ففي عام 2006 أصبحت أرض البنط ثاني مناطق الصومال، بعد أرض الصومال، التي تجعل التعليم الابتدائي مجانيا حيث أصبح المدرسين يتقاضون رواتبهم الشهرية من حكومة أرض البنط مباشرة. وفي عام 2007 ارتفع عدد المدارس الابتدائية بالصومال من 600 مدرسة قبل أندلاع الحرب الأهلية إلى 1,172 مدرسة مع زيادة قدرت بنسبة 28% في إجمالي عدد طلاب المرحلة الابتدائية.
أما بالنسبة للتعليم العالي، فقد تم خصخصة الجزء الأكبر منه، وتوجد بالصومال العديد من الجامعات التي تم اختيارها ضمن أفضل 100 جامعة على مستوى القارة الإفريقية وذلك بالرغم من الظروف القاسية التي يعاني منها القطاع التعليمي في الصومال مثله كباقي القطاعات الخدمية، ويأتي من ضمن هذه الجامعات: "جامعة مقديشيو" و"جامعة بنادر" و"جامعة الصومال الوطنية" وجامعة جدو"؛ في حين يقتصر التعليم العالي في أرض البنط على جامعتي "بونتلاند" و"جامعة شرق إفريقيا"؛ أما أرض الصومال فتضم أربعة جامعات أخرى هي "جامعة عامود" و"جامعة هرجيسا" و"جامعة صوماليلاند للتكنولوجيا" و"جامعة برعو"و "جامعة جولس".

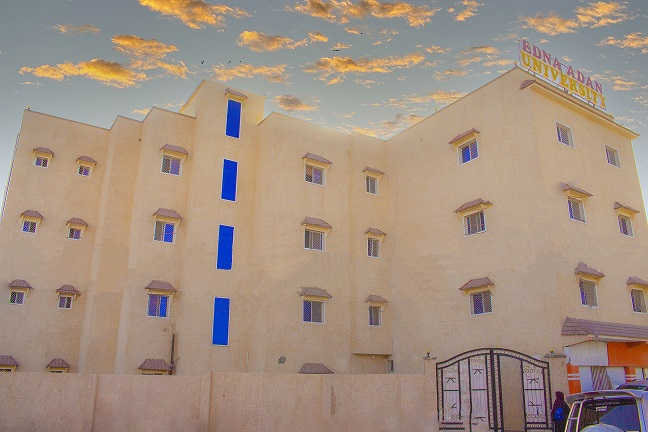
جامعة إدنا آدم إسماعيل في هرجيسا

وعلى الرغم من الاهتمام بالمؤسسات التعليمية الحكومية تظل المدارس الإسلامية، التي تعرف محليا باسم «الدُّكسي» (بالصومالية: Dugsi)‏، النواة الرئيسية والأساس الثابت في التعليم الديني التقليدي في الصومال حيث تقدم تلك المدارس التعليم الديني للصغار مما يجعلها تلعب دورا دينيا واجتماعيا كبيرا. ويعرف عن تلك المدارس أنها أكثر الجهات التعليمية المحلية الغير إلزامية ثباتا على الإطلاق إذ تقوم بتعليم الصغار القرآن والأخلاق والمثل الإسلامية القويمة وتستمد أهميتها من مدى اعتماد وحاجة الشعب إليها كما تستمد دعمها من الدعم المادي الذي يقدمه أولياء أمور الأطفال الملتحقين بها كذلك استخدام وسائل تعليمية بسيطة ومتوافرة بكثرة. ويعد التعليم الديني، أو كما يطلق عليه اسم «التعليم القرآني»، أكثر الأنظمة التعليمية استئثارا بالطلاب خاصة في المناطق الرعوية مقارنة بها في المناطق الحضرية.
وفي دراسة أجريت عام 1993، ظهر أن نسبة الطالبات الفتيات المنتظمات في المدارس الإسلامية بلغت حوالي 40% من إجمالي عدد الطلاب الملتحقين بهذه المدارس وهو الأمر الذي أثار اهتمام السلطات الحكومية الصومالية مما دعاهم لإنشاء وزارة للأوقاف والشؤون الإسلامية للاهتمام وتنظيم التعليم الديني وهو ما تتبناه الحكومة الصومالية حاليا. يذكر أن نسبة إجادة القراءة والكتابة بين أفراد الشعب الصومالي تصل إلى 37.8% من إجمالي السكان بحيث بلغت 49.7% بين الرجال مقابل 25.8% بين النساء وذلك وفقا لإحصائيات عام 2001 كما أظهرت الدراسات إجادة الشباب فوق سن الخامسة عشر القراءة والكتابة إجادة تامة.